# کانتینو

کانتینو (به انگلیسی: Cantino) قدیمی‌ترین نقشه بر جای مانده است که تاریخ پرتقال و اکتشافات این امپراتوری را بین سال‌های ۱۴۱۵ تا ۱۵۷۸ میلادی، از شرق تا غرب را نشان می‌دهد. این نقشه از جهان توسط یک جغرافی‌دان پرتغالی به سال ۱۵۰۲ میلادی ترسیم شده است.